# Cendras
Cendras [sɑ̃dʁas] est une commune française située dans le nord du département du Gard en région Occitanie.
Exposée à un climat méditerranéen, elle est drainée par le Gardon d'Alès, le Galeizon et par divers autres petits cours d'eau. Incluse dans les Cévennes, la commune possède un patrimoine naturel remarquable : un site Natura 2000 (la « vallée du Galeizon ») et trois zones naturelles d'intérêt écologique, faunistique et floristique.
Cendras est une commune rurale qui compte 1 612 habitants en 2022. Elle est dans l'agglomération d'Alès et fait partie de l'aire d'attraction d'Alès. Ses habitants sont appelés les Cendrasiens ou  Cendrasiennes.
Le patrimoine architectural de la commune comprend un immeuble protégé au titre des monuments historiques : l'abbatiale Saint-Martin de Cendras, inscrite en 1971.

## Géographie

### Communes limitrophes
| Soustelle           | Les Salles-du-Gardon |                            |
|                     | Cendras              | Saint-Martin-de-Valgalgues |
| Saint-Paul-la-Coste | Saint-Jean-du-Pin    | Alès                       |

### Localisation
Le village de Cendras est situé à 7 km au nord-ouest de la ville d'Alès.

### Hydrographie et relief

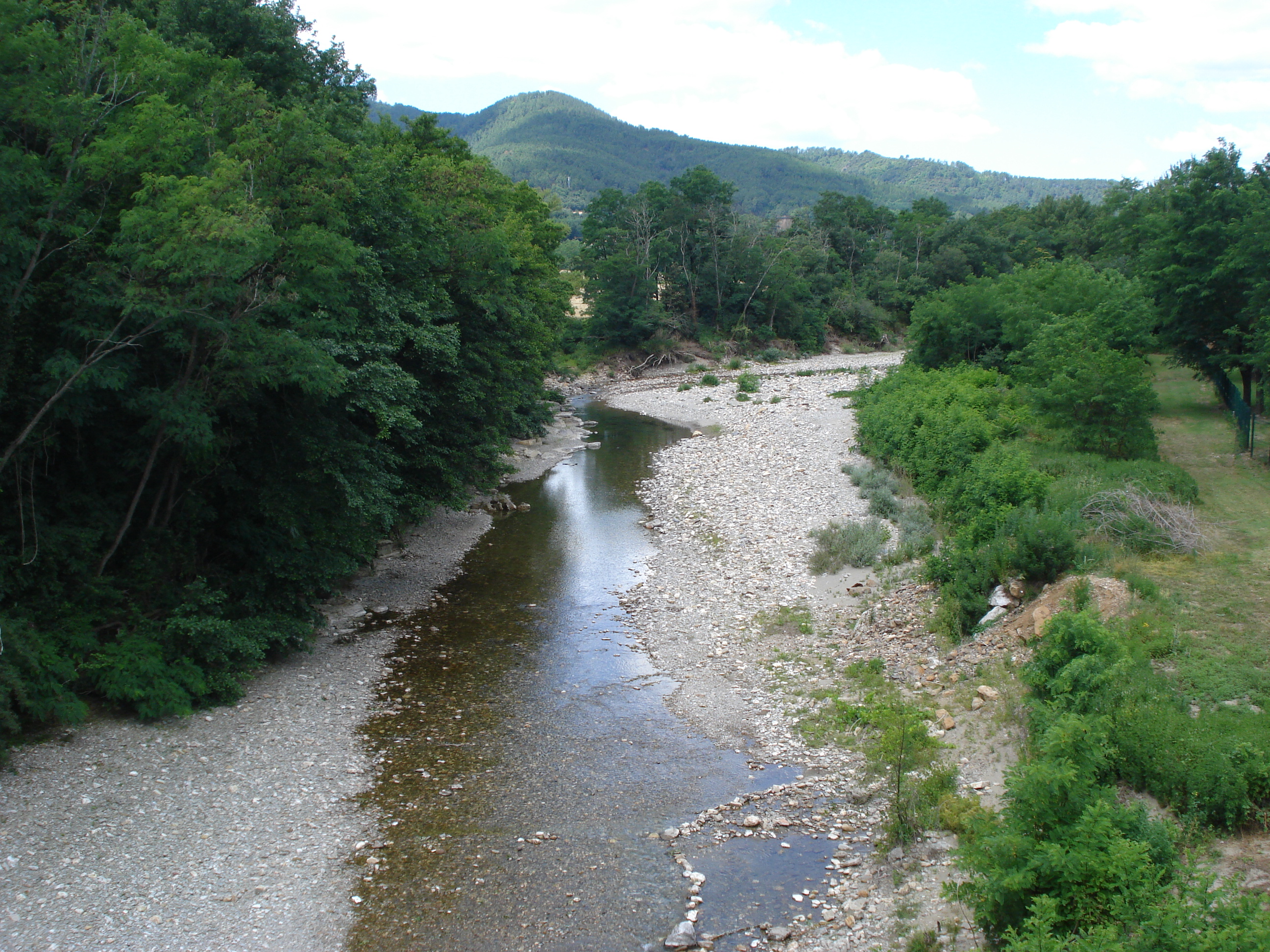
Le Galeizon à Cendras.

La commune est arrosée par le Galeizon qui trouve sa confluence avec le Gardon d'Alès à cet endroit, en amont du quartier de La Blaquière.

### Climat
Pour des articles plus généraux, voir Climat de l'Occitanie et Climat du Gard.
En 2010, le climat de la commune est de type climat méditerranéen franc, selon une étude s'appuyant sur une série de données couvrant la période 1971-2000. En 2020, Météo-France publie une typologie des climats de la France métropolitaine dans laquelle la commune est dans une zone de transition entre le climat de montagne et le climat méditerranéen et est dans la région climatique Provence, Languedoc-Roussillon, caractérisée par une pluviométrie faible en été, un très bon ensoleillement (2 600 h/an), un été chaud (21,5 °C), un air très sec en été, sec en toutes saisons, des vents forts (fréquence de 40 à 50 % de vents > 5 m/s) et peu de brouillards.
Pour la période 1971-2000, la température annuelle moyenne est de 13,7 °C, avec une amplitude thermique annuelle de 17,3 °C. Le cumul annuel moyen de précipitations est de 1 217 mm, avec 7,3 jours de précipitations en janvier et 3,7 jours en juillet. Pour la période 1991-2020, la température moyenne annuelle observée sur la station météorologique la plus proche, située sur la commune de La Grand-Combe à 6 km à vol d'oiseau, est de 13,7 °C et le cumul annuel moyen de précipitations est de 1 414,0 mm,. Pour l'avenir, les paramètres climatiques de la commune estimés pour 2050 selon différents scénarios d'émission de gaz à effet de serre sont consultables sur un site dédié publié par Météo-France en novembre 2022.

### Milieux naturels et biodiversité

#### Espaces protégés
La protection réglementaire est le mode d’intervention le plus fort pour préserver des espaces naturels remarquables et leur biodiversité associée,.
Dans ce cadre, la commune fait partie de l'aire d'adhésion du Parc national des Cévennes. Ce  parc national, créé en 1967, est un territoire de moyenne montagne formé de cinq entités géographiques : le massif de l'Aigoual, le causse Méjean avec les gorges du Tarn et de la Jonte, le mont Lozère, les vallées cévenoles ainsi que le piémont cévenol.
La commune fait partie de la zone de transition des Cévennes, un territoire d'une superficie de 116 032 ha reconnu réserve de biosphère par l'UNESCO en 1985 pour la mosaïque de milieux naturels qui la composent et qui abritent une biodiversité exceptionnelle, avec 2 400 espèces animales, 2 300 espèces de plantes à fleurs et de fougères, auxquelles s’ajoutent d’innombrables mousses, lichens, champignons,.

#### Réseau Natura 2000

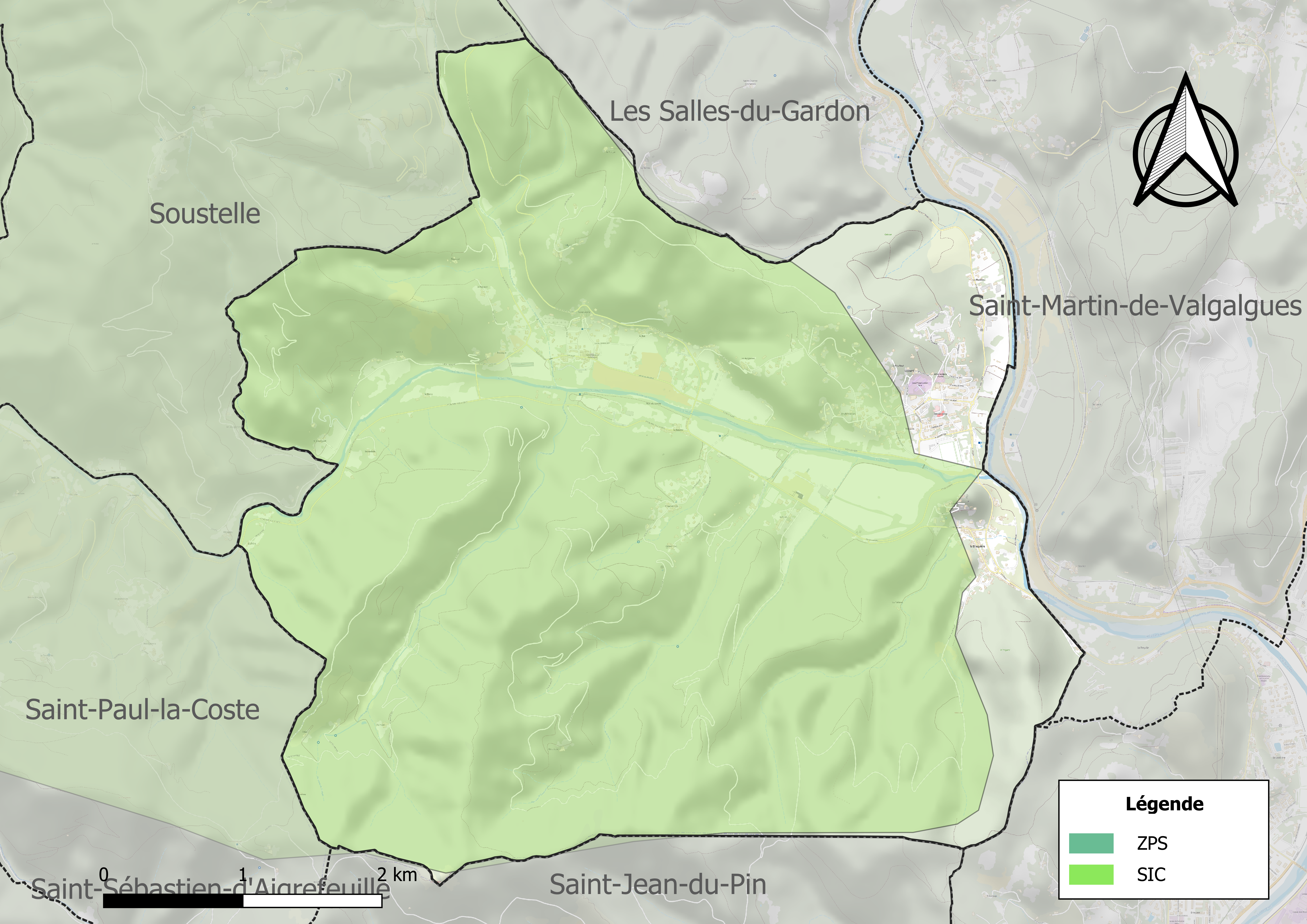
Site Natura 2000 sur le territoire communal.

Le réseau Natura 2000 est un réseau écologique européen de sites naturels d'intérêt écologique élaboré à partir des directives habitats et oiseaux, constitué de zones spéciales de conservation (ZSC) et de zones de protection spéciale (ZPS).
Un site Natura 2000 a été défini sur la commune au titre de la directive habitats : la « vallée du Galeizon », d'une superficie de 8 637 ha, une vallée très enclavée est restée sauvage. On y remarque une pinède de Pin de Salzmann, des landes sèches à Ciste de Pouzolz (Cistus pouzolzii) et des ravins humides qui abritent de nombreuses fougères.

#### Zones naturelles d'intérêt écologique, faunistique et floristique
L’inventaire des zones naturelles d'intérêt écologique, faunistique et floristique (ZNIEFF) a pour objectif de réaliser une couverture des zones les plus intéressantes sur le plan écologique, essentiellement dans la perspective d’améliorer la connaissance du patrimoine naturel national et de fournir aux différents décideurs un outil d’aide à la prise en compte de l’environnement dans l’aménagement du territoire.
Deux ZNIEFF de type 1 sont recensées sur la commune :
le « Gardon d'Alès à la Grand-Combe » (179 ha), couvrant 8 communes dont 7 dans le Gard et 1 dans la Lozère, et 
la « vallée du Galeizon à St-Paul-la-Coste » (598 ha), couvrant 4 communes dont 3 dans le Gard et 1 dans la Lozère
et une ZNIEFF de type 2, : 
les « Hautes vallées des Gardons » (73 898 ha), couvrant 48 communes dont 27 dans le Gard et 21 dans la Lozère.

Carte des ZNIEFF de type 1 et 2 à Cendras.
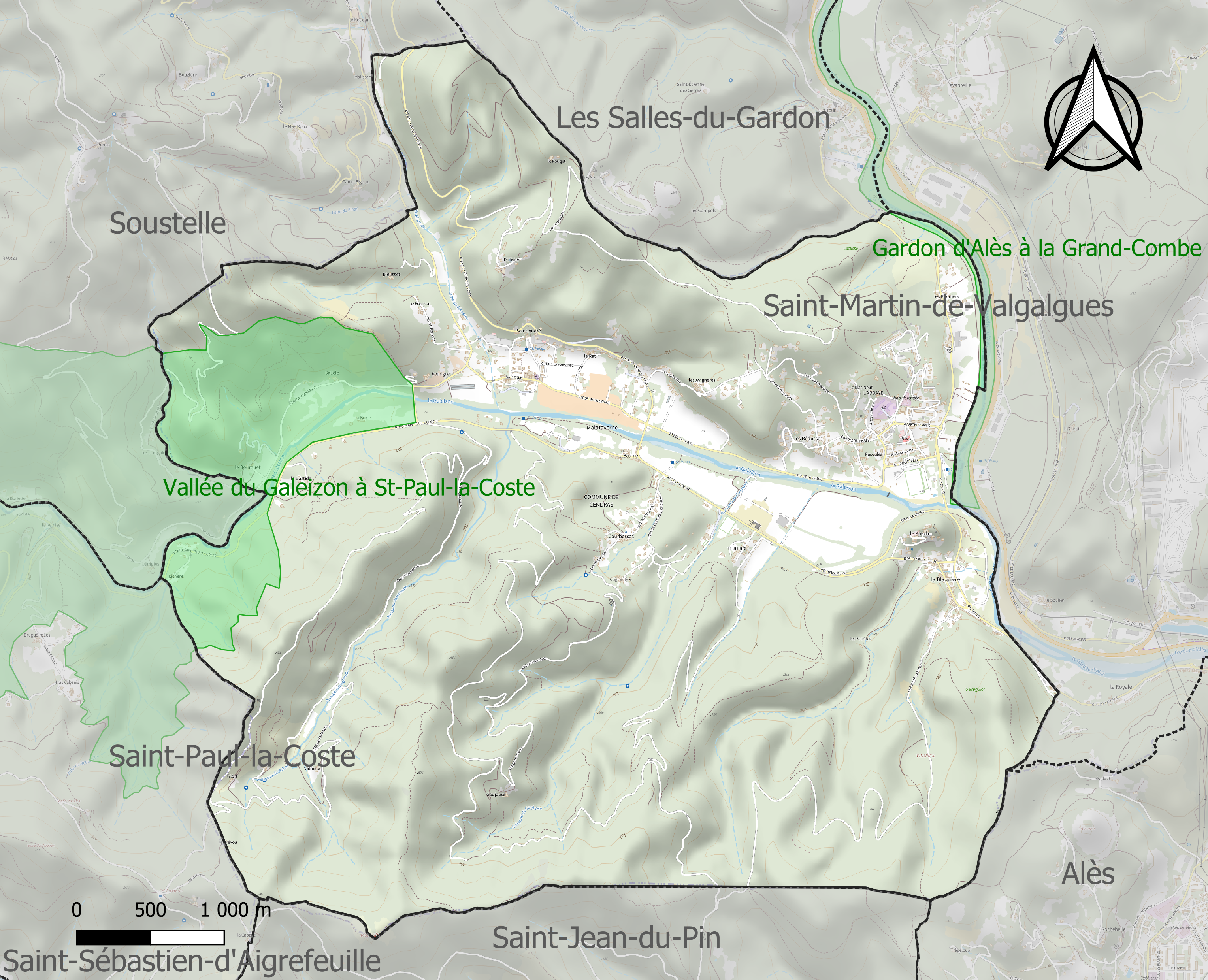
Carte des ZNIEFF de type 1 sur la commune.
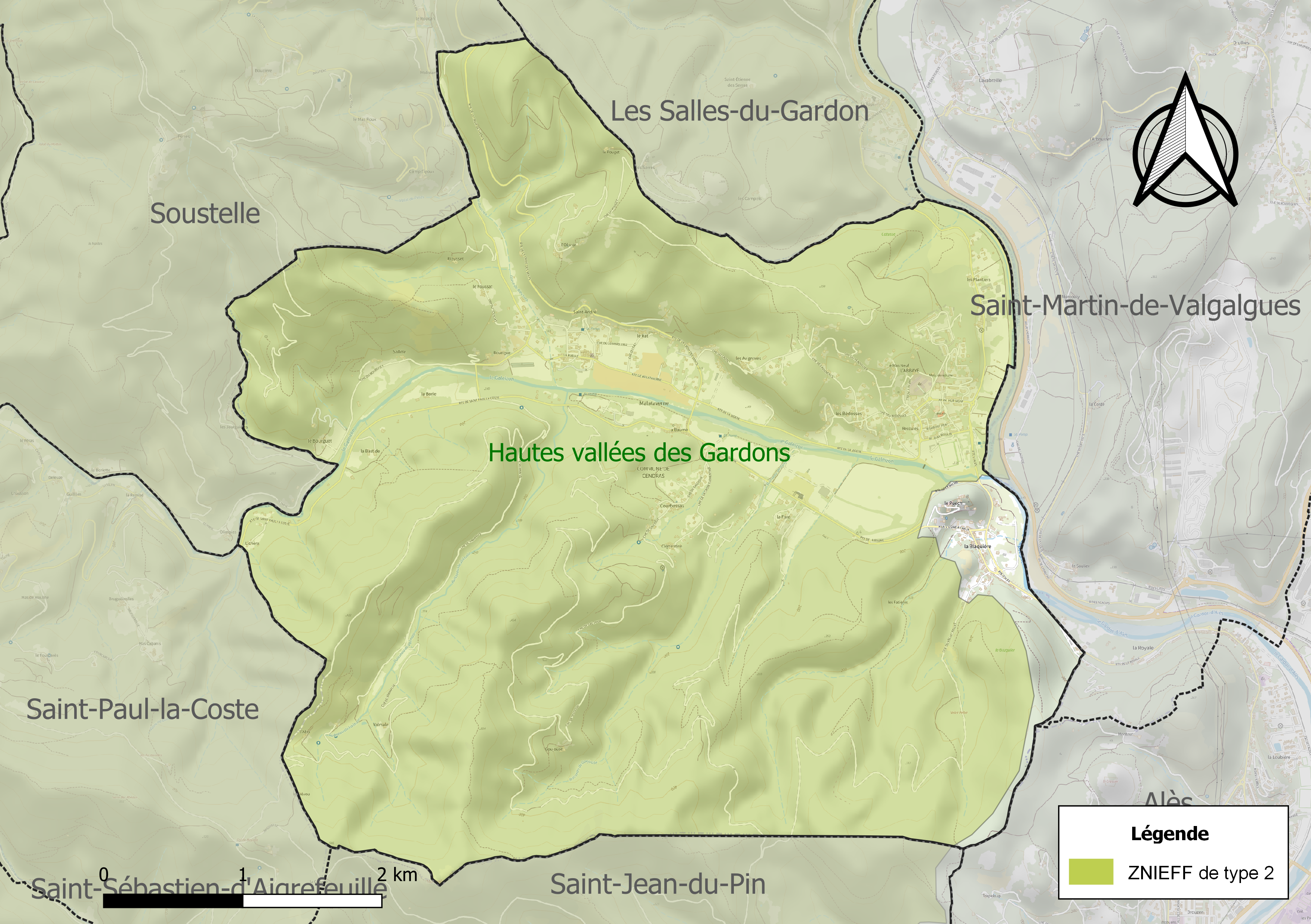
Carte de la ZNIEFF de type 2 sur la commune.

## Urbanisme

### Typologie
Au 1er janvier 2024, Cendras est catégorisée commune rurale à habitat dispersé, selon la nouvelle grille communale de densité à sept niveaux définie par l'Insee en 2022.
Elle appartient à l'unité urbaine d'Alès, une agglomération intra-départementale regroupant 22  communes, dont elle est une commune de la banlieue,,. Par ailleurs la commune fait partie de l'aire d'attraction d'Alès, dont elle est une commune de la couronne,. Cette aire, qui regroupe 64 communes, est catégorisée dans les aires de 50 000 à moins de 200 000 habitants,.

### Occupation des sols
L'occupation des sols de la commune, telle qu'elle ressort de la base de données européenne d’occupation biophysique des sols Corine Land Cover (CLC), est marquée par l'importance des forêts et milieux semi-naturels (82,8 % en 2018), une proportion sensiblement équivalente à celle de 1990 (83,6 %). La répartition détaillée en 2018 est la suivante : 
forêts (82,7 %), zones urbanisées (6,6 %), prairies (4,7 %), cultures permanentes (4,4 %), zones agricoles hétérogènes (1,5 %), milieux à végétation arbustive et/ou herbacée (0,2 %). L'évolution de l’occupation des sols de la commune et de ses infrastructures peut être observée sur les différentes représentations cartographiques du territoire : la carte de Cassini (XVIIIe siècle), la carte d'état-major (1820-1866) et les cartes ou photos aériennes de l'IGN pour la période actuelle (1950 à aujourd'hui).

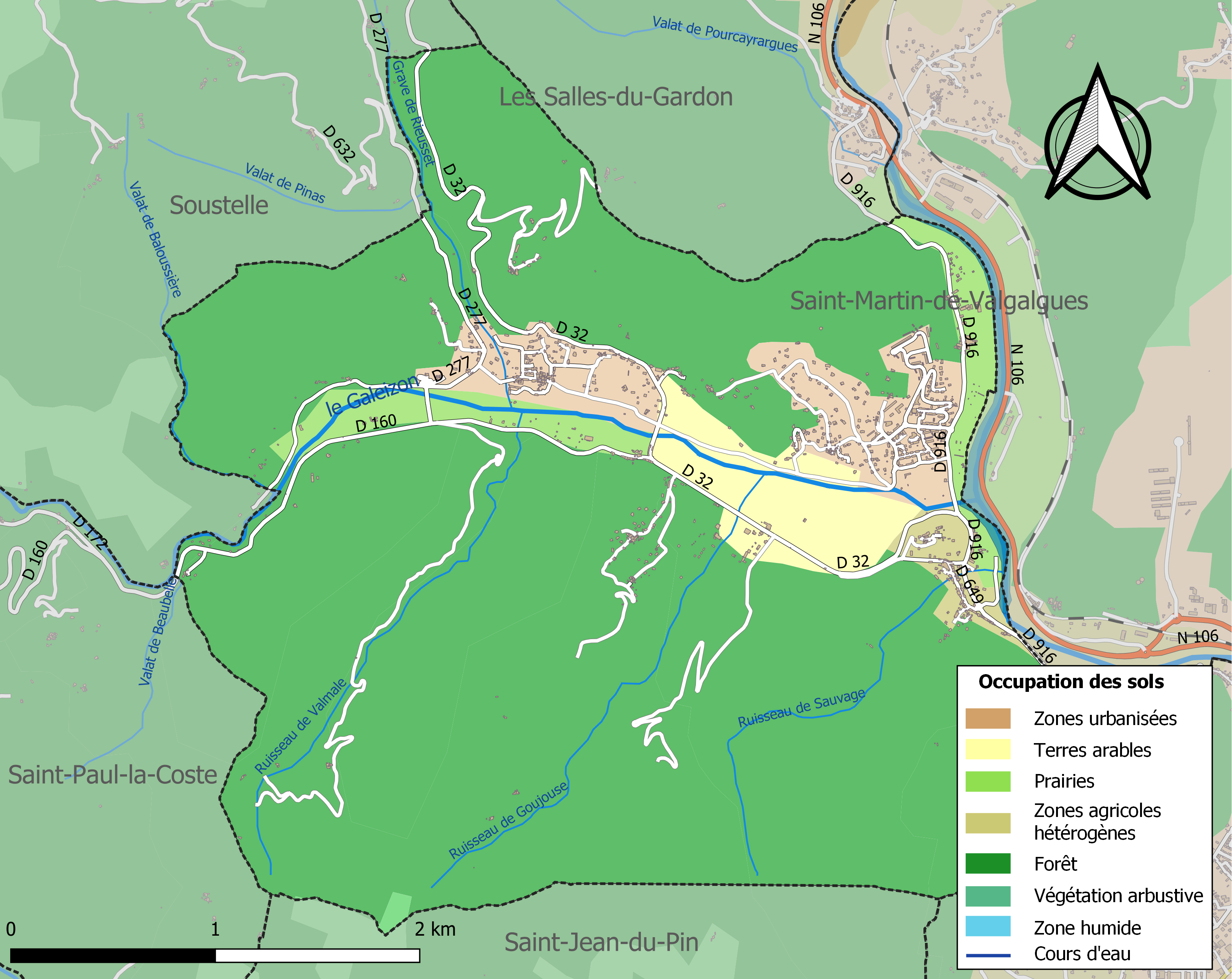
Carte des infrastructures et de l'occupation des sols de la commune en 2018 (CLC).

### Risques majeurs
Le territoire de la commune de Cendras est vulnérable à différents aléas naturels : météorologiques (tempête, orage, neige, grand froid, canicule ou sécheresse), inondations, feux de forêts, mouvements de terrains et séisme (sismicité faible). Il est également exposé à un risque technologique, la rupture d'un barrage, et à un risque particulier : le risque de radon. Un site publié par le BRGM permet d'évaluer simplement et rapidement les risques d'un bien localisé soit par son adresse soit par le numéro de sa parcelle.

#### Risques naturels
La commune fait partie du territoire à risques importants d'inondation (TRI) d'Alès, regroupant 37 communes autour d'Alès, un des 31 TRI qui ont été arrêtés fin 2012 sur le bassin Rhône-Méditerranée, retenu au regard des risques de débordements de la Cèze et des Gardons. Parmi les dernières crues significatives qui ont touché le territoire figurent celles de 1958 et de septembre 2002. Des cartes des surfaces inondables ont été établies pour trois scénarios : fréquent (crue de temps de retour de 10 ans à 30 ans), moyen (temps de retour de 100 ans à 300 ans) et extrême (temps de retour de l'ordre de 1 000 ans, qui met en défaut tout système de protection),. La commune a été reconnue en état de catastrophe naturelle au titre des dommages causés par les inondations et coulées de boue survenues en 1982, 1987, 1995, 2002, 2008, 2014 et 2015,.

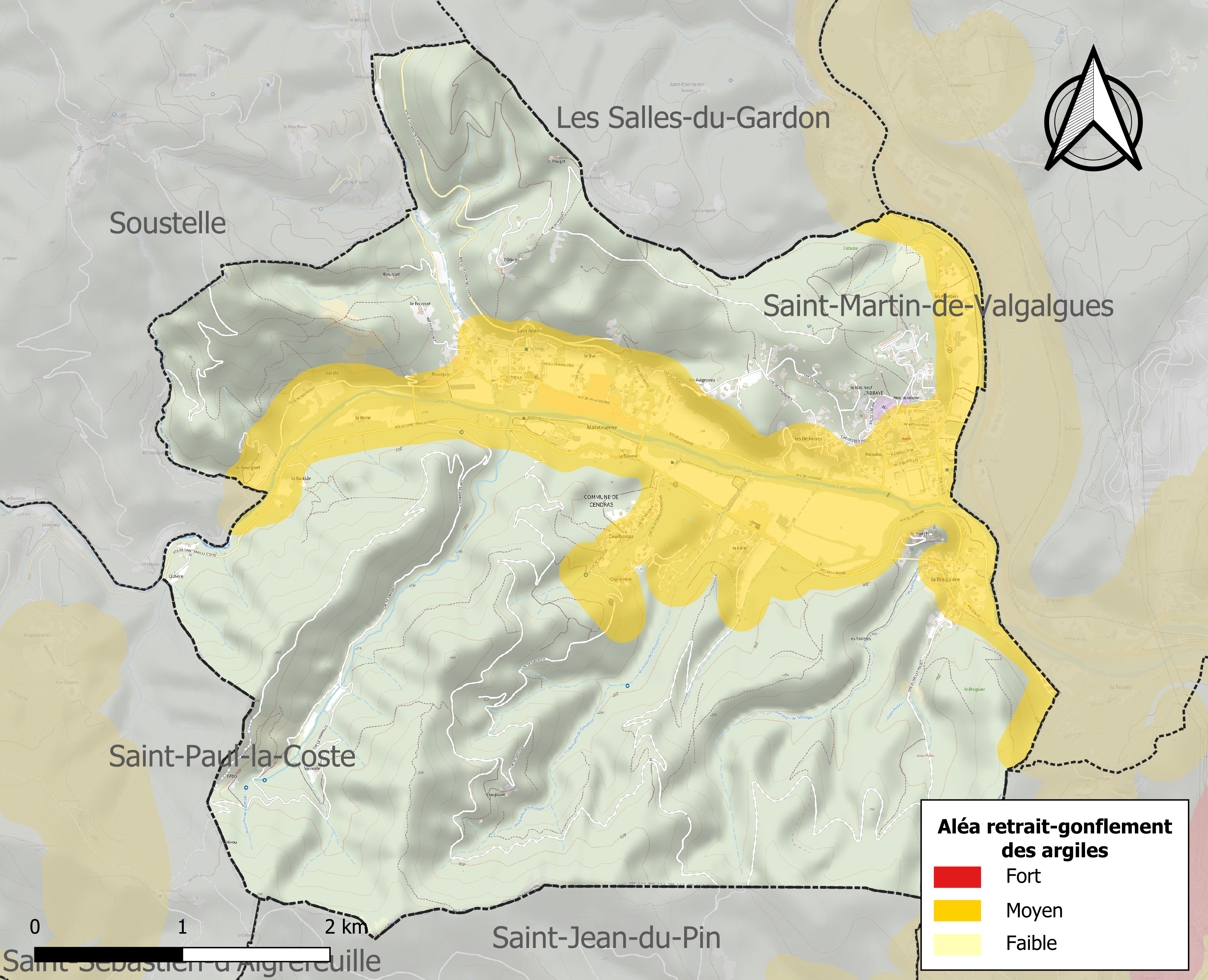
Carte des zones d'aléa retrait-gonflement des sols argileux de Cendras.

La commune est vulnérable au risque de mouvements de terrains constitué principalement du retrait-gonflement des sols argileux. Cet aléa est susceptible d'engendrer des dommages importants aux bâtiments en cas d’alternance de périodes de sécheresse et de pluie. 23,7 % de la superficie communale est en aléa moyen ou fort (67,5 % au niveau départemental et 48,5 % au niveau national). Sur les 494 bâtiments dénombrés sur la commune en 2019, 344 sont en aléa moyen ou fort, soit 70 %, à comparer aux 90 % au niveau départemental et 54 % au niveau national. Une cartographie de l'exposition du territoire national au retrait gonflement des sols argileux est disponible sur le site du BRGM,.
Par ailleurs, afin de mieux appréhender le risque d’affaissement de terrain, l'inventaire national des cavités souterraines permet de localiser celles situées sur la commune.

#### Risques technologiques
La commune est en outre située en aval du barrage de Sainte-Cécile-d'Andorge, un ouvrage de classe A doté d'un PPI. À ce titre elle est susceptible d’être touchée par l’onde de submersion consécutive à la rupture de cet ouvrage.

#### Risque particulier
Dans plusieurs parties du territoire national, le radon, accumulé dans certains logements ou autres locaux, peut constituer une source significative d’exposition de la population aux rayonnements ionisants. Certaines communes du département sont concernées par le risque radon à un niveau plus ou moins élevé. Selon la classification de 2018, la commune de Cendras est classée en zone 3, à savoir zone à potentiel radon significatif.

## Toponymie
Occitan Cendras, du roman Sendras, du bas latin Cendracium, Senderalis, Scenderalis.

## Histoire

### Moyen Âge
Une abbaye de Bénédictins est fondée au Xe siècle sous le vocable de Saint-Loup, puis sous celui de Saint-Martin. Elle est mentionnée en 1020, son abbé est Siguin. En 1156, le pape Adrien IV confirme les privilèges de l'église de Nîmes en faveur d'Aldebert, évêque de cette ville, ce qui rattache l'abbaye à cet évêque. Cette autorité sur l'abbaye est confirmée l'année suivante par Louis le jeune. L'abbaye réunissait au faîte de son activité 80 moines et 150 frères[réf. nécessaire]. Le document[Lequel ?] par lequel, vers 1230, l'abbé Bernard de Soucanton affecta à l'infirmerie du monastère une rente annuelle prélevée sur le cens que lui versaient les exploitants de la terre noire, constitue la première mention connue des Mines de charbon des Cévennes. L'abbaye est rattachée à Saint-Victor de Marseille en 1366 par le pape Urbain V.
La seigneurie de Cendras, détenue par les Du Puy de Cendras, de Saint Martin et d'Allègre, mentionnés dès le début du XIIIe siècle, est passée aux barons de la Fare en 1576. La branche cadette des Du Puy de Montmoyrac et de Montezes a donné les Du Puy de Saint Martin et de Saint Germain, ainsi que les Du Puy d Aubignac de Nozières et les Du Puy du Mazeldan et de la Devèze,alias "Dupuy Montbrun".

### Époque moderne
La Bédosse, seigneurie possédée au XVIIe siècle par la famille de Soissan, dont Françoise de Soissan de La Bédosse, la fameuse dame de Rus, est sur le territoire de la commune.

## Politique et administration

### Liste des maires
| Période                                  | Période      | Identité       | Étiquette | Qualité                                                                                             |
| ---------------------------------------- | ------------ | -------------- | --------- | --------------------------------------------------------------------------------------------------- |
| Les données manquantes sont à compléter. |              |                |           | |
| mars 1965                                | mars 1983    | Paul Michel    | PCF       | |
| mars 1983                                | janvier 2017 | Yannick Louche | PCF       | Retraité de la fonction publique Président du syndicat mixte d'aménagement de la vallée du Galeizon |
| 7 janvier 2017                           | En cours     | Sylvain André  | PCF       | Président de l'association des Maires ruraux du Gard                                                |

## Population et société

### Démographie
L'évolution du nombre d'habitants est connue à travers les recensements de la population effectués dans la commune depuis 1793. Pour les communes de moins de 10 000 habitants, une enquête de recensement portant sur toute la population est réalisée tous les cinq ans, les populations de référence des années intermédiaires étant quant à elles estimées par interpolation ou extrapolation. Pour la commune, le premier recensement exhaustif entrant dans le cadre du nouveau dispositif a été réalisé en 2005.

En 2022, la commune comptait 1 612 habitants, en évolution de −12,58 % par rapport à 2016 (Gard : +2,97 %, France hors Mayotte : +2,11 %).
| 1793 | 1800 | 1806 | 1821 | 1831 | 1836 | 1841 | 1846 | 1851 |
| ---- | ---- | ---- | ---- | ---- | ---- | ---- | ---- | ---- |
| 600  | 584  | 564  | 561  | 595  | 630  | 684  | 741  | 734  |

| 1856 | 1861 | 1866 | 1872 | 1876 | 1881 | 1886 | 1891 | 1896 |
| ---- | ---- | ---- | ---- | ---- | ---- | ---- | ---- | ---- |
| 780  | 840  | 823  | 890  | 877  | 891  | 888  | 894  | 879  |

| 1901 | 1906 | 1911 | 1921 | 1926  | 1931  | 1936  | 1946  | 1954  |
| ---- | ---- | ---- | ---- | ----- | ----- | ----- | ----- | ----- |
| 947  | 946  | 940  | 954  | 1 000 | 1 113 | 1 353 | 1 383 | 2 026 |

| 1962  | 1968  | 1975  | 1982  | 1990  | 1999  | 2005  | 2006  | 2010  |
| ----- | ----- | ----- | ----- | ----- | ----- | ----- | ----- | ----- |
| 2 248 | 2 781 | 2 267 | 2 140 | 2 022 | 1 952 | 1 896 | 1 902 | 1 914 |

| 2015  | 2020  | 2022  | - | - | - | - | - | - |
| ----- | ----- | ----- | - | - | - | - | - | - |
| 1 856 | 1 652 | 1 612 | - | - | - | - | - | - |

### Enseignement
Groupe scolaire Joliot-Curie - Ecole Maternelle & Ecole Primaire. De la Toute Petite Section au Cm2, sur place à Cendras, l'entrée en 6e se fait au collège Diderot d'Alès.

### Santé
Deux médecins ainsi qu'une dentiste exercent à Cendras, une pharmacie complète l'offre de santé.
Une maison médicale construite de manière écoresponsable, en bois issu de filières courtes pour faire un bâtiment basse consommation accueille maintenant le cabinet des infirmières, du kinésithérapeute et de deux médecins.

### Manifestations culturelles et festivités
- Association Galei'jades.
- Service culturel de la communauté de communes du Pays Grand Combien.
- Programmation de spectacles vivants toute l'année.
- Associations les Jardins du Galeizon en partenariat avec le groupe Trocs & Dons organisent une bourse aux semences et aux plants en Mai.

### Sport
AS Cendras Football Club : de U6 à U13
Tournoi de foot de Cendras en Juin.
Président Mr Fabre

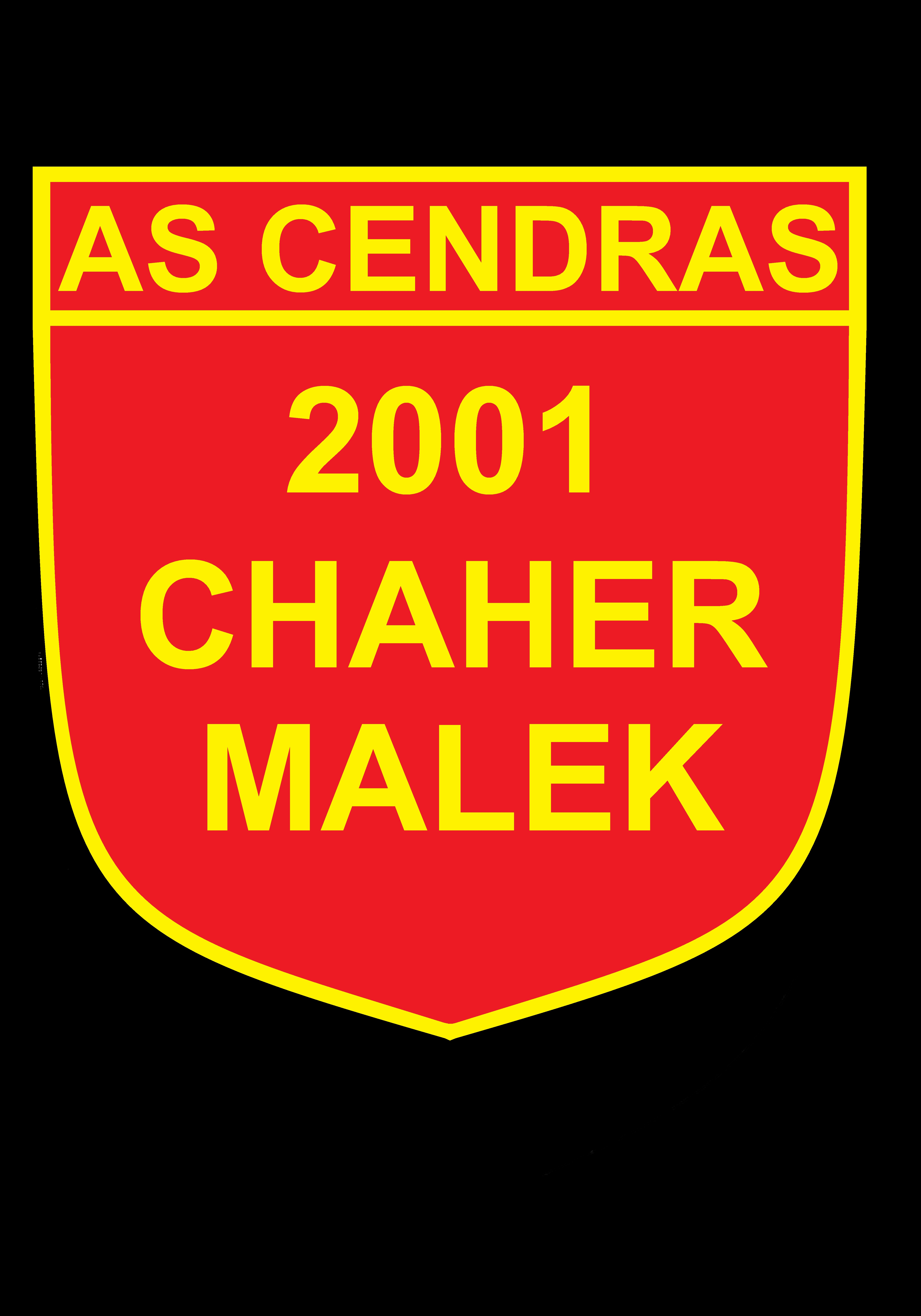
Logo du club à sa création.

Cours de Tennis.
Cours de Judo.

## Économie

### Revenus
En 2018  (données Insee publiées en septembre 2021), la commune compte 777 ménages fiscaux, regroupant 1 593 personnes. La médiane du revenu disponible par unité de consommation est de 17 520 € (20 020 € dans le département).
Le revenu moyen y est inférieur de 36 % par rapport à la moyenne nationale.

### Emploi
|                | 2008   | 2013 | 2018 |
| -------------- | ------ | ---- | ---- |
| Commune        | 13,4 % | 20 % | 17 % |
| Département    | 10,6 % | 12 % | 12 % |
| France entière | 8,3 %  | 10 % | 10 % |

En 2018, la population âgée de 15 à 64 ans s'élève à 1 000 personnes, parmi lesquelles on compte 66,1 % d'actifs (49,1 % ayant un emploi et 17 % de chômeurs) et 33,9 % d'inactifs,. Depuis 2008, le taux de chômage communal (au sens du recensement) des 15-64 ans est supérieur à celui de la France et du département.
La commune fait partie de la couronne de l'aire d'attraction d'Alès, du fait qu'au moins 15 % des actifs travaillent dans le pôle,. Elle compte 213 emplois en 2018, contre 224 en 2013 et 238 en 2008. Le nombre d'actifs ayant un emploi résidant dans la commune est de 502, soit un indicateur de concentration d'emploi de 42,5 % et un taux d'activité parmi les 15 ans ou plus de 43,5 %.
Sur ces 502 actifs de 15 ans ou plus ayant un emploi, 111 travaillent dans la commune, soit 22 % des habitants. Pour se rendre au travail, 89,4 % des habitants utilisent un véhicule personnel ou de fonction à quatre roues, 3,2 % les transports en commun, 3,2 % s'y rendent en deux-roues, à vélo ou à pied et 4,1 % n'ont pas besoin de transport (travail au domicile).

### Activités hors agriculture

#### Secteurs d'activités
94 établissements sont implantés  à Cendras au 31 décembre 2019. Le tableau ci-dessous en détaille le nombre par secteur d'activité et compare les ratios avec ceux du département,.
| Secteur d'activité                                                                                        | Commune | Commune | Département |
| Secteur d'activité                                                                                        | Nombre  | %       | %           |
| --- | ------- | ------- | ----------- |
| Ensemble                                                                                                  | 94      |         |             |
| Industrie manufacturière, industries extractives et autres                                                | 11      | 11,7 %  | (7,9 %)     |
| Construction                                                                                              | 18      | 19,1 %  | (15,5 %)    |
| Commerce de gros et de détail, transports, hébergement et restauration                                    | 23      | 24,5 %  | (30 %)      |
| Information et communication                                                                              | 1       | 1,1 %   | (2,2 %)     |
| Activités immobilières                                                                                    | 4       | 4,3 %   | (4,1 %)     |
| Activités spécialisées, scientifiques et techniques et activités de services administratifs et de soutien | 10      | 10,6 %  | (14,9 %)    |
| Administration publique, enseignement, santé humaine et action sociale                                    | 19      | 20,2 %  | (13,5 %)    |
| Autres activités de services                                                                              | 8       | 8,5 %   | (8,8 %)     |

Le secteur du commerce de gros et de détail, des transports, de l'hébergement et de la restauration est prépondérant sur la commune puisqu'il représente 24,5 % du nombre total d'établissements de la commune (23 sur les 94 entreprises implantées  à Cendras), contre 30 % au niveau départemental.

### Agriculture
|               | 1988 | 2000 | 2010 | 2020 |
| ------------- | ---- | ---- | ---- | ---- |
| Exploitations | 20   | 11   | 8    | 7    |
| SAU (ha)      | 58   | 122  | 96   | 251  |

La commune est dans les Cévennes, une petite région agricole occupant l'ouest du département du Gard. En 2020, l'orientation technico-économique de l'agriculture  sur la commune est la polyculture et/ou le polyélevage. Sept exploitations agricoles ayant leur siège dans la commune sont dénombrées lors du recensement agricole de 2020 (20 en 1988). La superficie agricole utilisée est de 251 ha,,.

## Culture locale et patrimoine

### Édifices civils
- Pont des camisards.
- Tour du Puech du XIVe siècle.

### Édifices religieux

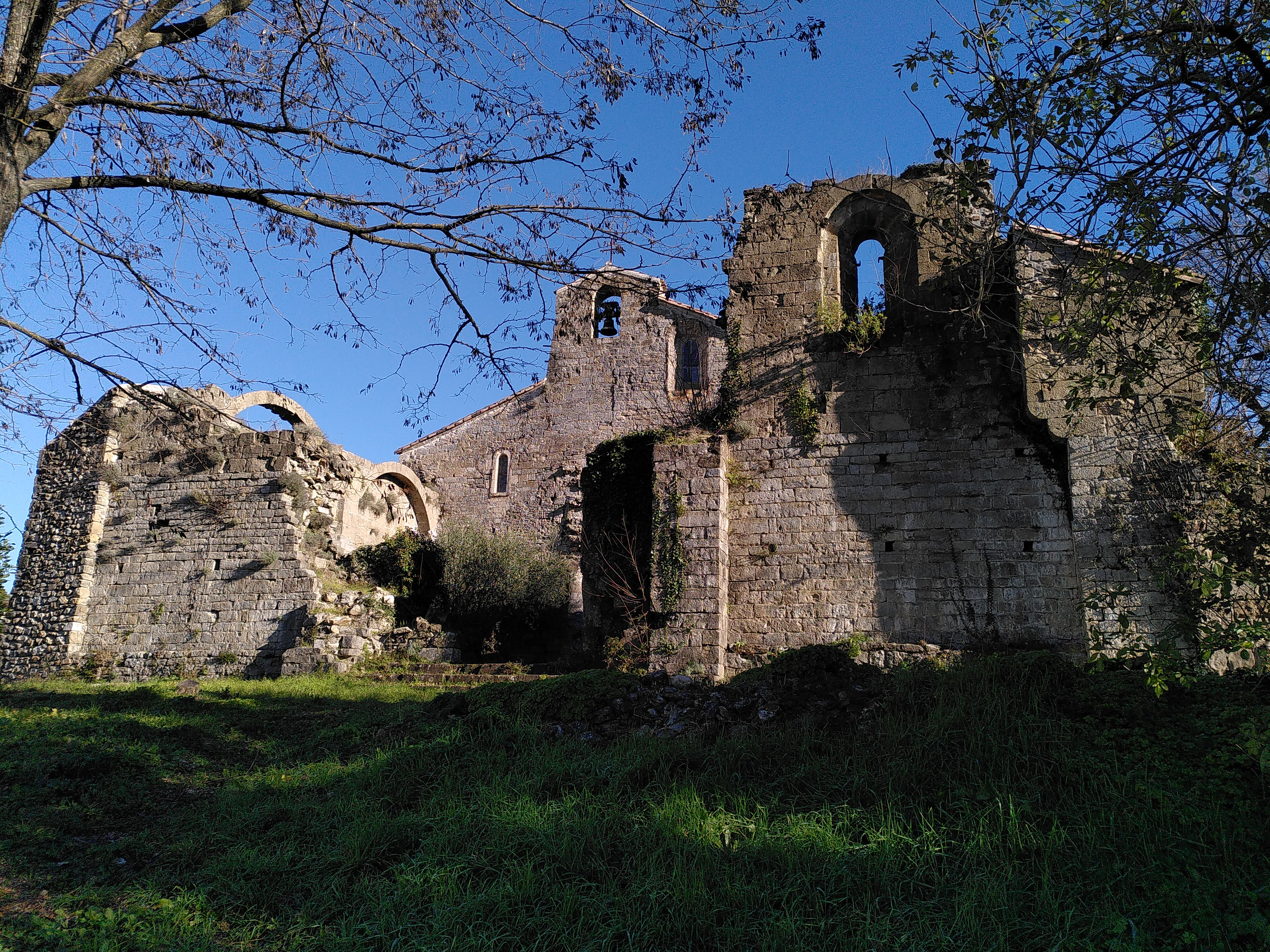
Abbatiale Notre-Dame de Saint-Martin, à Cendras. Vue depuis l'ouest de l'église et les vestiges de l'ancienne nef.

- Abbatiale Saint-Martin de Cendras. Église romane fortifiée des XIe et XIIe siècles, seul vestige visible de l'ensemble abbatial fondé par les moines bénédictins, sur l'emplacement d'une ancienne villa romaine.
- Chapelle Saint-André de Malataverne.
- Église du Puech.
- Temple protestant de Malataverne.

### Patrimoine culturel
- Médiathèque Jean-Pierre Chabrol.
- Centre socioculturel Lucie Aubrac.
- École de musique.
- Biosphera, centre d'interprétation des vallées cévenoles.

### Patrimoine environnemental
- Vallée du Galeizon, territoire expérimental de la réserve de biosphère des Cévennes.

### Personnalités liées à la commune
- Françoise de Soissan de La Bédosse (1631-1699), dame de Rus.
- Roger Roucaute (1912-1991), homme politique gardois né à Cendras.

## Héraldique
| Blason de Cendras | Blason  | De gueules à la hache d'armes d'argent accompagnée de trois fers de pique d'or. |
| Blason de Cendras | Détails | Le statut officiel du blason reste à déterminer.                                |